# Erythromeris saturniata
Erythromeris saturniata är en fjärilsart som beskrevs av Walker 1865. Erythromeris saturniata ingår i släktet Erythromeris och familjen påfågelsspinnare. Inga underarter finns listade i Catalogue of Life.